# 三浦沙耶香
三浦 紗耶香（みうら さやか、1982年12月12日 - ）は、日本の元AV女優。
東京都出身。イオンプロモーションに所属していた。
趣味：音楽鑑賞。

## 略歴
- 2003年 - AVデビュー。

## 作品

### アダルトビデオ
2003年
- 聖・初体験（1月31日 h.m.p）
- 天使な悪戯（2月28日 h.m.p）
- デジタルモザイクVol.023（11月15日 MOODYZ）
- 露出ドライブ VOL.2（12月5日 ワープエンタテインメント）
- ドリームウーマンVOL.23（12月15日 MOODYZ）

2004年
- 狂った美脚 2ND LESSON [音楽教師の童貞喰い]（1月9日 ワープエンタテインメント）
- 卑猥ラジオ（2月20日 桃太郎映像出版）
- 猥褻一級品ヌケる3話（3月19日 桃太郎映像出版）
- エロスの化身（4月2日、桃太郎映像出版）
- ANGEL HIGH SCHOOL（4月8日 アイデアポケット）
- 絶対服従リベンジ5 スパンキング・クリップ責め編2（5月14日 ゴーゴーズ）他出演:筒見友、星野桃、佐々木空、姫咲しゅり、星月まゆら、皇怜海、灘ジュン、涼風杏菜
- 絶対服従リベンジ6 水責め・泥水責め編2（5月14日 ゴーゴーズ）他出演:筒見友、星野桃、佐々木空、姫咲しゅり、星月まゆら、皇怜海、灘ジュン、坂下麻衣、涼風杏菜
- 奴隷秘書中出し 三浦沙耶香（6月4日 タカラ映像）
- M嬢覚醒 3（7月1日 ワンズファクトリー）
- みるきぃHiスクール。三浦沙耶香（8月8日 みるきぃぷりん♪）
- こんでんすみるきぃ 三浦沙耶香（9月15日 みるきぃぷりん♪）
- MURECCO gal GO-CON SP!! DVD VERSION（9月17日 シャイ企画）他出演:塚原ゆうな、聖真帆、須藤のん

2005年
- 痴女女社長（1月14日 タカラ映像）他出演:ゆりあ、星川ヒカル
- ひとりエッチ プラス（1月21日 桃太郎映像出版）他出演:黒崎扇菜、一色れな、早坂ひとみ、桜朱音、彩名杏子
- 凌辱大捜査線 〜激淫の弾痕〜（7月7日、アタッカーズ）共演:紗月結花、安寿
- なまハメ中出し注入 [美脚OL編]（8月12日 デジタルバンク）他出演:星野彩香、沙里奈ユイ
- なまハメ中出し注入 [美乳秘書編]（11月11日 デジタルバンク）他出演:星川ヒカル、小峰由衣、沙里奈ユイ、星野彩香、ゆりあ

### オリジナルトビデオ
- エロビアの泉 人に言えない性のムダ知識（2004年7月22日、TMC）…共演：松坂樹梨、吉沢明歩、川口篤